# 指桑罵槐
「指桑罵槐」是兵法三十六計的第二十六計。
原文為：「大凌小者，警以誘之。剛中而應，行險而順。」
按曰：「率數未服者以對敵，若策之不行，而利誘之，又反啟其疑；於是故為自誤，責他人之失，以暗警之。警之者，反誘之也：此蓋以剛險驅之也。或曰：此遣將法也。」
意谓勢力強大者要使弱小者屈服，應不露痕跡，委婉的提出警告，采用間接的指責方法。即所谓“杀鸡儆猴”、“敲山震虎”。
译文： 当强大的势力想要控制弱小的势力时，可以采用警戒的方式来诱导他们。这就是《易经·师卦》中说的：采用适当强硬的手段，可以得到属下的迎合和拥护，行事时采用果敢的手段，可以更好地让人服从。